# Sathrosia kansuensis
Sathrosia kansuensis är en fjärilsart som beskrevs av Alexander Michailovitsch Djakonov 1936. Sathrosia kansuensis ingår i släktet Sathrosia och familjen mätare. Inga underarter finns listade.